# Селецкий, Александер
Александер Селецкий (словац. Alexander Selecký; род. 8 октября 2002, Lučatín, Банска-Бистрицкий край) — словацкий футболист, защитник клуба «Ружомберок».

## Клубная карьера
Селецкий — воспитанник клуба «Ружомберок». 24 июля 2021 года в матче против «Сеницы» он дебютировал в чемпионате Словакии. 24 февраля 2024 года в поединке против ВиОн Александер забил свой первый гол за «Ружомберок». В том же году игрок помог клубу выиграть Кубок Словакии.

## Достижения
Клубные
 «Ружомберок»
- Обладатель Кубка Словакии — 2023/2024